# Fernand Sauvage
Fernand Sauvage was een Belgisch schoonspringer.

## Levensloop
Sauvage was aangesloten bij NSG en was er later ook secretaris. Hij nam deel aan de Olympische Zomerspelen van 1920 te Antwerpen, alwaar hij zevende eindigde in de finale van het hoogduiken.